# Caccia alle mosche (film 1969)
Caccia alle mosche (Polowanie na muchy) è un film del 1969 diretto da Andrzej Wajda, presentato in concorso al 22º Festival di Cannes.

## Trama
Un marito soggiogato dalla moglie e dalla suocera decide di fuggire. Esce di casa con la scusa banale di comprare le sigarette e incontra una ragazza, che lo crede pronto per le più alte conquiste.